# Oxytropis arystangalievii
Oxytropis arystangalievii är en ärtväxtart som beskrevs av M.S. Bajtenov. Oxytropis arystangalievii ingår i släktet klovedlar, och familjen ärtväxter. Inga underarter finns listade i Catalogue of Life.